# Wronowo (województwo warmińsko-mazurskie)
Wronowo (niem. Wronowo, w latach 1938–1945 Wiesengut) – osada w Polsce położona w województwie warmińsko-mazurskim, w powiecie nidzickim, w gminie Kozłowo.
Pierwsze wzmianki o Mielnie pochodzą z 1328 roku (założenie wsi z nadania Mikołajowi z Kowalk). W czasach krzyżackich wieś pojawia się w dokumentach w roku 1328, podlegała pod komturię w Olsztynku.
W latach 1975–1998 miejscowość należała administracyjnie do województwa olsztyńskiego.
Obecnie w miejscowości nie ma zabudowy.